# نارائوکا توموکو
نارائوکا توموکو (انگلیسی: Tomoko Naraoka؛ زادهٔ ۱ دسامبر ۱۹۲۹) هنرپیشه اهل ژاپن است. وی از سال ۱۹۴۸ میلادی تاکنون مشغول فعالیت بوده‌است.
از فیلم‌هایی که وی در آن نقش داشته است، می‌توان به پونیو روی صخره کنار دریا، قطاربان، اعتراف ناقص، پسران من، گرگ و قلب اشاره کرد.